# Selnica (Marija Bistrica)
Selnica is een plaats in de gemeente Marija Bistrica in de Kroatische provincie Krapina-Zagorje. De plaats telt 752 inwoners (2001).